# Potlatch (logiciel)
Pour les articles homonymes, voir Potlatch.
Potlatch est un outil d'édition des données géographiques d'OpenStreetMap utilisant Adobe Air. C'est l'un des trois éditeurs utilisés dans le site web d'OpenStreetMap. Il est plus adapté aux petites modifications que JOSM.

## Histoire
À l'été 2010, une version alpha de Potlatch 2 a été publiée, il s'agit d'une ré-implementation du logiciel. Potlatch 2 est sorti en décembre 2010 pour le grand public.
Après que Microsoft a autorisé OpenStreetMap à utiliser les images aériennes de Bing Maps, Potlatch 2 a été amélioré pour afficher ces images.
iD, le successeur de Potlatch 2, est en développement actif. C'est un portage de Potlatch 2 en javascript, qui ne nécessite plus le plugin Adobe Flash, et qui utilise SVG et D3.js pour le rendu,.
Potlatch 3.0 est publié le 30 décembre 2020. Cette nouvelle version utilise Adobe Air au lieu de Adobe Flash Player.